# Прибалхашская возвышенная равнина
Прибалхашская возвышенная равнина расположена к югу от озера Балхаш, между Джунгарским Алатау на юго-востоке, Заилийским Алатау на Юге и Чу-Илийскими горами на западе. 
Особенностью равнины является то, что она повышается от 350—700 м в сторону окружающих её гор. На Прибалхашской равнине расположены песчаные пустыни Таукум, Сарыесик-Атырау и Баканасская такыровидная глинисто-песчаная равнина. В рельефе Прибалхашской равнины преобладают грядовые пески, чередующиеся с барханными песками и глинисто-песчаными участками.